# 서북청년
"서북청년"은 1976년에 개봉한 대한민국의 영화이다.

## 캐스팅
- 이순재
- 김남일
- 강민호
- 전영선
- 유영국